# Mala Pobianka, Dunaiivți
Mala Pobianka (în ucraineană Мала Побіянка) este localitatea de reședință a comunei Mala Pobianka din raionul Dunaiivți, regiunea Hmelnîțkîi, Ucraina.

## Demografie
Componența lingvistică a localității Mala Pobianka
     Ucraineană (98,36%)
     Rusă (1,28%)
     Alte limbi (0,18%)
Conform recensământului din 2001, majoritatea populației localității Mala Pobianka era vorbitoare de ucraineană (98,36%), existând în minoritate și vorbitori de rusă (1,28%).